# Dryopomera sundaica
Dryopomera sundaica es una especie de coleóptero de la familia Oedemeridae.

## Distribución geográfica
Habita en Indonesia.